# Большая Ивановка (Липецкая область)
Большая Ивановка — село Воловского района Липецкой области, является административном центром большеивановского сельсовета.

## Экономика

### Сельское хозяйство
Крупнейший производитель сельскохозяйственной продукции:
- СХПК «Заветы Ильича»

### Торговля
2 сети магазинов: первая, центр которой находится в Воловском районе, вторая — частные магазины предпринимателя Макарчева Г. И.

### Здравоохранение
Медицинский пункт, в котором большеивановцы могут получить необходимую первую помощь.

## Культура
Одно учреждение культуры — центр культуры и досуга (ЦКиД). Совместно с центром работает и библиотека.